# Chillin' in My 30s After Getting Fired from the Demon King's Army
Chillin' in My 30s After Getting Fired from the Demon King's Army (яп. 解雇された暗黒兵士（30代）のスローなセカンドライフ, Kaiko Sareta Ankoku Heishi (Sanjū-dai) no Surō na Sekando Raifu, укр. Мені за тридцять вже минало, аж раптом з армії прогнали) — ранобе, написане Рокудзюйоном Окадзавою та проілюстроване Сейджем Джо. Спочатку воно публікувалося онлайн на платформі Shōsetsuka ni Narō з листопада 2018 по липень 2020 року. Згодом права на видання придбало Kodansha, яке випустило три томи під своїм імпринтом Kodansha Ranobe Books, починаючи з серпня 2019 року.
Манґа-адаптація від Рурекучіє виходила в журналі Young Magazine the 3rd від Kodansha з серпня 2019 по квітень 2021 року, після чого в травні 2021 року була перенесена в Monthly Young Magazine. Станом на липень 2024 року серія зібрана у 13 танкобонів. Аніме-адаптація від студії Encourage Films транслювалася з січня по березень 2023 року.

## Сюжет
Даріель — безмагічний воїн, який служив в армії демонів як помічник повелителя демонів Башвази, доки той його не звільнив. Не маючи куди йти, Даріель вирушає у мандри та рятує людську дівчину Маліку, яка запрошує його до свого села. Завдяки Малліці він реєструється в Гільдії авантюристів і виявляє, що насправді є людиною з винятковим талантом у володінні мечем — навіть кращим, ніж у Героя. Тим часом ситуація в армії демонів погіршується через відсутність Даріеля. Він поступово звикає до життя серед людей, однак залишається розгубленим через своє демонське виховання, оскільки війна між людьми й демонами триває вже століттями.

## Персонажі
Даріель (яп. ダリエル, Darieru)
Сейю: Суґіта Томокадзу
Будучи усиновленим демоном, Даріель не знав, що є людиною, аж до своїх тридцятих. Він пацифіст, який прагне захищати інших, і поступово змінює світогляд оточуючих.
Маліка (яп. マリーカ, Malīka)
Сейю: Акане Фудзіта
Дочка старости села, яку Даріель зустрічає в перші дні після звільнення. Вона закохується в нього і мало не душить його ведмежими обіймами. Згодом вони одружуються та народжують сина на ім'я Гран.
Башваза (яп. バシュバーザ, Bashubāza)
Сейю: Ацуші Абе
Зведений брат Даріеля та спадкоємець їхнього батька як одного з чотирьох королів. Проте Башваза — недолугий керівник, який не може впоратися з управлінням, що зрештою спричиняє занепад армії демонів.
Гашіта (яп. ガシタ)
Сейю: Тецуя Какіхара
Єдиний авантюрист у селі Ракс до появи Даріеля. Спочатку він вважав Даріеля суперником, але після того, як той врятував його від монстра, визнав його силу та почав називати «старшим братом».
Зебіантес (яп. ゼビアンテス, Zeviantes)
Сейю: Румі Окубо
Одна з Чотирьох Небесних Королів.
Леді (яп. レーディ, Rēdi)
Сейю: Акарі Кіто
Нинішня Героїня, яка замінила попереднього Героя, що поранив прийомного батька Даріеля. Її справжнє ім'я — Радей. Дізнавшись від Даріеля, що саме люди розпалюють війну, відправляючи Героїв убивати Короля демонів, вона просить навчатися у нього.
Дроєс (яп. ドロイエ, Doroie)
Сейю: Май Накахара
Одна з Чотирьох Небесних Королів.
Безерія (яп. ベゼリア, Bezeria)
Сейю: Сатоші Цуруока
Один із Чотирьох Небесних Королів.
Лізетта (яп. リゼート, Rizēto)
Сейю: Сінносуке Татібана
Демон і друг Даріеля.
Енбіл (яп. エンビル, Enbiru)
Сейю: Кендзі Хамада
Батько Маліки та староста села Ракс, який згодом обрав Даріеля своїм наступником.
Еріка (яп. エリーカ, Erīka)
Сейю: Кейко Ватанабе
Мати Маліки та дружина Енбіла.
Сміт (яп. スミス, Sumisu)
Сейю: Хіроші Івасакі
Коваль, який створював зброю з міфрилу, що добували Нокери. Помер через рік після того, як Даріель переїхав до села.
Гранбаза (яп. グランバーザ, Guranbāza)
Сейю: Масакі Терасома
Прийомний батько Даріеля та колишній член Чотирьох Небесних Королів.
Арансіл (яп. アランツィル, Arantsiru)
Сейю: Іноуе Кадзухіко
Попередній Герой і справжній батько Даріеля. Покинув сина, аби виростити його як зброю, що допомогла б демонам у війні, проте не знав, що Даріеля віддали Гранбазі.
Сатоме (яп. サトメ)
Сейю: Юкі Кудо
Член групи Леді.
Сесся (яп. セッシャ)
Сейю: Хіромічі Тезука
Член групи Леді.
Фітбітан (яп. フィットビタン, Fittobitan)
Сейю: Такакі Томарі
Зарозумілий авантюрист, який прагне здобути великі досягнення та вигоду для своєї гільдії. Попри свою самовпевненість, Фітбітан має добрі наміри.

## Медіа

### Ранобе
Написане Рокудзюйоном Окадзавою, Chillin' in My 30s After Getting Fired from the Demon King's Army публікувалося онлайн на сайті Shōsetsuka ni Narō з 15 листопада 2018 року по 30 липня 2020 року. Згодом Kodansha придбала права на серію та почала видавати її з ілюстраціями Сейджа Джо під імпринтом Kodansha Ranobe Books з 2 серпня 2019 року. Станом на березень 2020 року було опубліковано три томи.
| № | Дата виходу      | ISBN                   |
| - | ---------------- | ---------------------- |
| 1 | 2 серпня 2019    | ISBN 978-4-06-516030-5 |
| 2 | 1 листопада 2019 | ISBN 978-4-06-516918-6 |
| 3 | 27 березня 2020  | ISBN 978-4-06-518884-2 |

### Манґа
Манґа-адаптація від Рурекучіє почала виходити в журналі Young Magazine the 3rd від Kodansha 6 серпня 2019 року. 20 травня 2021 року серія була перенесена в Monthly Young Magazine. Станом на липень 2024 року опубліковано 13 танкобонів.
Kodansha випускає цю серію англійською мовою на платформі K Manga.
| №  | Дата виходу       | ISBN                   |
| -- | ----------------- | ---------------------- |
| 1  | 27 березня 2020   | ISBN 978-4-06-518834-7 |
| 2  | 20 серпня 2020    | ISBN 978-4-06-520202-9 |
| 3  | 20 січня 2021     | ISBN 978-4-06-522015-3 |
| 4  | 17 червня, 2021   | ISBN 978-4-06-523675-8 |
| 5  | 18 листопада 2021 | ISBN 978-4-06-525859-0 |
| 6  | 18 березня 2022   | ISBN 978-4-06-527058-5 |
| 7  | 20 липня 2022     | ISBN 978-4-06-528478-0 |
| 8  | 18 листопада 2022 | ISBN 978-4-06-529791-9 |
| 9  | 20 березня 2023   | ISBN 978-4-06-531467-8 |
| 10 | 20 липня 2023     | ISBN 978-4-06-532373-1 |
| 11 | 20 листопада 2023 | ISBN 978-4-06-533642-7 |
| 12 | 18 березня 2024   | ISBN 978-4-06-534960-1 |
| 13 | 19 липня 2024     | ISBN 978-4-06-536294-5 |

### Аніме
Аніме-адаптація була анонсована в липні 2022 року. Серіал створений студією Encourage Films під керівництвом Фумітоші Оідзакі, з асистентським режисером Йошіхіде Юзумі. Сценарій написала Хітомі Амамія, дизайном персонажів займалася Сатомі Йонедзава, а музику склав Цубаса Іто. Аніме виходило в ефір з 7 січня по 25 березня 2023 року на Tokyo MX та інших телеканалах. Опенінгою є «Changemaker» Хінано, а ендонінгом — «Dear Doze Days» Акарі Кіто. Crunchyroll транслював серіал по всьому світу за межами Азії.
| № серії | Назва серії | Режисер(и)    | Сценарист(и)  | Режисер(и) анімації | Оригінальна дата показу |
| ------- | --- | ------------- | ------------- | ------------------- | ----------------------- |
| 1       | «Dariel Gets Fired» Транслітерація: «Darieru, Kaiko Sareru.» (яп. ダリエル、解雇される。)                                                                         | Чуань Фен Сюй | Хітомі Амамія | Фумітоші Оїзакі     | 7 січня 2023            |
| 2       | «Даріель виконує своє перше завдання як шукач пригод» Транслітерація: «Darieru, Bōkensha Toshite Hatsushigoto o Suru.» (яп. ダリエル、冒険者として初仕事をする。) | Юма Імура     | Хітомі Амамія | Йошіхіде Юзумі      | 14 січня 2023           |
| 3       | «Даріель повертається на своє старе робоче місце» Транслітерація: «Darieru, Mukashi no Shokuba e Iku.» (яп. ダリエル、昔の職場へ行く。)                           | Чуань Фен Сюй | Хітомі Амамія | Такаші Іїда         | 21 січня 2023           |
| 4       | «Dariel Negotiates» Транслітерація: «Darieru, Kōshō Suru.» (яп. ダリエル、交渉する。)                                                                             | Агеха Кочоран | Хітомі Амамія | Такаші Іїда         | 28 січня 2023           |
| 5       | «Dariel Fights in a Duel» Транслітерація: «Darieru, Kettō Suru.» (яп. ダリエル、決闘する。)                                                                       | Юма Імура     | Хітомі Амамія | Коїчі Охата         | 4 лютого 2023           |
| 6       | «Даріель, оповитий парою» Транслітерація: «Darieru, Yuge ni Tsutsumareru.» (яп. ダリエル、湯気に包まれる。)                                                       | Чуань Фен Сюй | Хітомі Амамія | Коїчі Охата         | 11 лютого 2023          |
| 7       | «Даріел використовує особливу навичку» Транслітерація: «Darieru, Ano Waza o Tsukau.» (яп. ダリエル、あの技を使う。)                                               | Юма Імура     | Хітомі Амамія | Йошіхіде Юзумі      | 18 лютого 2023          |
| 8       | «Даріель займається багатьма справами» Транслітерація: «Darieru, Honsō Suru.» (яп. ダリエル、奔走する。)                                                          | Агеха Кочоран | Хітомі Амамія | Коїчі Охата         | 25 лютого 2023          |
| 9       | «Даріель возз'єднується» Транслітерація: «Darieru, Saikai Suru.» (яп. ダリエル、再会する。)                                                                       | Агеха Кочоран | Хітомі Амамія | Коїчі Охата         | 4 березня 2023          |
| 10      | «Даріель, обсипаний іскрами» Транслітерація: «Darieru, Hinoko o Abiru.» (яп. ダリエル、火の粉を浴びる。)                                                          | Чуань Фен Сюй | Хітомі Амамія | Акарі Ранзакі       | 11 березня 2023         |
| 11      | «Даріель вступає в поєдинок» Транслітерація: «Darieru, Taiketsu Suru.» (яп. ダリエル、対決する。)                                                                 | Юма Імура     | Хітомі Амамія | Коїчі Охата         | 18 березня 2023         |
| 12      | «Даріель простягає руку» Транслітерація: «Darieru, Te o Nobasu.» (яп. ダリエル、手を伸ばす。)                                                                     | Чуань Фен Сюй | Хітомі Амамія | Фумітоші Оїзакі     | 25 березня 2023         |